# Bruno Holm
Iwar Anton Bruno Holm, född 22 oktober 1853 i Kelviå, död 31 maj 1881 i Göteborg, var en finländsk operasångare.
Holm var son till kollegieassessor Johan Henrik Holm och Katarina Elisabet Kuhlman. Holm blev student vid Vasa gymnasium och studerade på 1870-talet sång i Sankt Petersburg, Wien, Stockholm och Milano. Holm engagerades sedan vid Kaarlo Bergboms Finska Operan, sedermera Finlands nationalopera, och innehade där flera operaroller. Holm flyttade senare till Göteborg, där han avled 1881.